# Richard Rinaldi
Richard P. "Rich" Rinaldi (Poughkeepsie, Nueva York, 3 de agosto de 1949) es un exjugador de baloncesto estadounidense que disputó dos temporadas en la NBA y una más en la ABA. Con 1,90 metros de estatura, jugaba en la posición de base.

## Trayectoria deportiva

### Universidad
Jugó durante 3 temporadas con los Peacocks del Saint Peter's College, en las que promedió 21,5 puntos y 5,9 rebotes por partido.

### Profesional
Fue elegido en la cuadragésimo tercera posición del Draft de la NBA de 1971 por Baltimore Bullets, y también por The Floridians en el draft de la ABA, fichando por los primeros. Allí jugó dos temporadas. Tras una primera en la que apenas dispuso de minutos de juego, en la segunda tuvo una mayor participación, promediando 8,5 puntos y 2,1 rebotes por partido.
Con la temporada 1973-74 ya comenzada, y con el equipo en la ciudad de Washington, fue despedido, fichando poco después por los New York Nets de la ABA, pero tras 5 partidos en los que promedió 2,4 puntos, fue nuevamente despedido, abandonando el baloncesto profesional.

## Estadísticas de su carrera en la NBA y la ABA

### Temporada regular
| Temporada | Edad | Equipo            | Liga  | P  | TIT | MIN  | TC  | TCA | %TC  | 3P  | 3PA | %3P  | TL  | TLA | %TL   | R.OF. | R.DEF. | REB | ASIS | ROB | TAP | PER | FP  | PTS |
| 1971-72   | 22   | Baltimore Bullets | NBA   | 39 |     | 4.1  | 1.1 | 2.7 | .404 |     |     |      | 0.5 | 0.8 | .667  |       |        | 0.5 | 0.4  |     |     |     | 0.6 | 2.7 |
| 1972-73   | 23   | Baltimore Bullets | NBA   | 33 |     | 19.6 | 3.5 | 8.6 | .408 |     |     |      | 1.5 | 1.9 | .750  |       |        | 2.1 | 1.5  |     |     |     | 1.2 | 8.5 |
| 1973-74   | 24   | TOTAL             | TOTAL | 12 |     | 6.3  | 0.6 | 3.0 | .194 | 0.0 | 0.1 | .000 | 0.6 | 0.7 | .875  | 0.6   | 0.4    | 1.0 | 0.9  | 0.4 | 0.1 | 0.1 | 0.8 | 1.8 |
| 1973-74   | 24   | Capital Bullets   | NBA   | 7  |     | 6.9  | 0.4 | 3.1 | .136 |     |     |      | 0.4 | 0.6 | .750  | 0.3   | 0.7    | 1.0 | 1.4  | 0.4 | 0.1 |     | 1.0 | 1.3 |
| 1973-74   | 24   | New York Nets     | ABA   | 5  |     | 5.6  | 0.8 | 2.8 | .286 | 0.0 | 0.2 | .000 | 0.8 | 0.8 | 1.000 | 1.0   | 0.0    | 1.0 | 0.2  | 0.4 | 0.0 | 0.2 | 0.6 | 2.4 |
| Total     |      |                   | TOTAL | 84 |     | 10.5 | 2.0 | 5.0 | .389 | 0.0 | 0.2 | .000 | 0.9 | 1.2 | .735  | 0.6   | 0.4    | 1.2 | 0.9  | 0.4 | 0.1 | 0.2 | 0.9 | 4.8 |
|           |      |                   | NBA   | 79 |     | 10.8 | 2.0 | 5.2 | .393 |     |     |      | 0.9 | 1.2 | .724  | 0.3   | 0.7    | 1.2 | 0.9  | 0.4 | 0.1 |     | 0.9 | 5.0 |
|           |      |                   | ABA   | 5  |     | 5.6  | 0.8 | 2.8 | .286 | 0.0 | 0.2 | .000 | 0.8 | 0.8 | 1.000 | 1.0   | 0.0    | 1.0 | 0.2  | 0.4 | 0.0 | 0.2 | 0.6 | 2.4 |

### Playoffs
| Temporada | Edad | Equipo            | Liga | P | MIN | TCA | TC | 3PA | 3P | TLA | TL | R.OF. | REB | ASIS | ROB | TAP | PER | FP | PTS | %TC  | %3P | %FT | MIN | PTS | REB | AST |
| 1971-72   | 22   | Baltimore Bullets | NBA  | 3 | 6   | 1   | 2  |     |    | 0   | 0  |       | 0   | 1    |     |     |     | 3  | 2   | .500 |     |     | 2.0 | 0.7 | 0.0 | 0.3 |
| Total     |      |                   | NBA  | 3 | 6   | 1   | 2  |     |    | 0   | 0  |       | 0   | 1    |     |     |     | 3  | 2   | .500 |     |     | 2.0 | 0.7 | 0.0 | 0.3 |